# 陳國華 (光緒甲辰進士)
陳國華（1870年—1923年），字重樞，號仲書、又号榕根，四川溫江人，清光绪三十年（1904年）甲辰恩科进士，殿试位列第二甲第六十九名。選庶吉士，散馆授编修。